# Norfolk IceCats
Die Norfolk IceCats waren eine kanadische Eishockeymannschaft aus Simcoe, Ontario. Das Team spielte zuletzt in der Saison 2007/08 in der North Eastern Hockey League. Die Heimspiele wurden im Talbot Gardens ausgetragen.

## Geschichte
Die Mannschaft wurde 2003 als Franchise der erstmals ausgetragenen North Eastern Hockey League gegründet. Es war zunächst in York im US-Bundesstaat Pennsylvania beheimatet, wo es unter dem Namen York IceCats in Erscheinung trat. Als zweitbestes Team der regulären Saison traf die Mannschaft in den Finalspielen auf die Jamestown Titans, denen sie jedoch unterlagen. Aufgrund finanzieller Probleme wurde die Saison 2004/05 der NEHL nicht ausgetragen. Zur folgenden Spielzeit wurde das Franchise nach St. Catharines, Ontario, verlegt und agierte dort unter dem Namen St. Catharines IceCats. Für diese Saison wurde die Liga in Continental Professional Hockey League umbenannt, die Rückbenennung zur ursprünglichen Bezeichnung erfolgte zur Spielzeit 2006/07.
Jedoch konnte aufgrund der wirtschaftlichen Situation der Liga die Spielzeit nicht zu Ende gespielt werden, sodass für die Saison 2006/07 die Rückkehr des Teams in die Vereinigten Staaten folgte. Es wurde in Utica im US-Bundesstaat New York angesiedelt und trat dort als Mohawk Valley IceCats in Erscheinung. Für die Saison 2007/08, die letzte der North Eastern Hockey League, wurde das Franchise erneut verlegt; diesmal nach Simcoe, Ontario. Dort agierte das Team als Norfolk IceCats. Die Saison konnte allerdings nicht wie geplant beendet werden, sodass sowohl Liga als auch das Franchise der Norfolk IceCats sich in der Folge auflösten.

## Saisonstatistik
Abkürzungen: GP = Spiele, W = Siege, L = Niederlagen, T = Unentschieden, OTL = Niederlagen nach Overtime SOL = Niederlagen nach Shootout, Pts = Punkte, GF = Erzielte Tore, GA = Gegentore, PIM = Strafminuten
| Saison  | GP | W  | L  | T | OTL | SOL | Pts | GF  | GA  | Platz    | Playoffs          |
| 2003/04 | 25 | 11 | 13 | 1 | 0   | 0   | 23  | 161 | 170 | 2., NEHL | Finalist          |
| 2005/06 | 5  | 0  | 0  | 0 | 0   | 0   | 10  | 36  | 21  | 1., CPHL | nicht ausgetragen |
| 2006/07 | 22 | 6  | 15 | – | 1   | 0   | 13  | 158 | 172 | 3., NEHL | Finalist          |
| 2007/08 | 6  | 4  | 1  | – | 1   | 0   | 9   | 65  | 33  | 1., NEHL | nicht ausgetragen |